# Nationalratswahlkreis Oberwallis
Der Nationalratswahlkreis Oberwallis war ein Wahlkreis bei Wahlen in den Schweizer Nationalrat. Er bestand von 1848 bis 1919 (Einführung des heute üblichen Proporzwahlrechts) und umfasste den östlichen Teil des Kantons Wallis.

## Wahlverfahren
Hierbei handelte es sich um einen Pluralwahlkreis. Dies bedeutet, dass zwar mehrere Sitze zu verteilen waren, jedoch das Majorzwahlrecht zur Anwendung gelangte. Im Sinne der romanischen Mehrheitswahl benötigte ein Kandidat die absolute Mehrheit der Stimmen, um gewählt zu werden. Zur Verteilung aller Sitze waren unter Umständen mehrere Wahlgänge notwendig. Jeder Wähler hatte so viele Stimmen, wie Sitze zu vergeben waren.

## Bezeichnung und Sitzzahl
Oberwallis ist eine inoffizielle geographische Bezeichnung. Im amtlichen Gebrauch üblich war eine über die gesamte Schweiz angewendete fortlaufende Nummerierung, geordnet nach der Reihenfolge der Kantone in der schweizerischen Bundesverfassung. Aufgrund der wechselnden Anzahl im Laufe der Jahre erhielten manche Wahlkreise mehrmals eine neue Nummer. Oberwallis trug ab 1851 (erstmalige Anwendung eines einheitlichen Bundesgesetzes) die Nummer 45, ab 1863 die Nummer 43, ab 1872 die Nummer 44, ab 1881 die Nummer 45, ab 1890 die Nummer 48 und ab 1902 die Nummer 46.
Dem Oberwallis stand zunächst 1 Sitz zur Verfügung, ab 1863 waren es 2 Sitze, ab 1902 schliesslich 4 Sitze.

## Ausdehnung

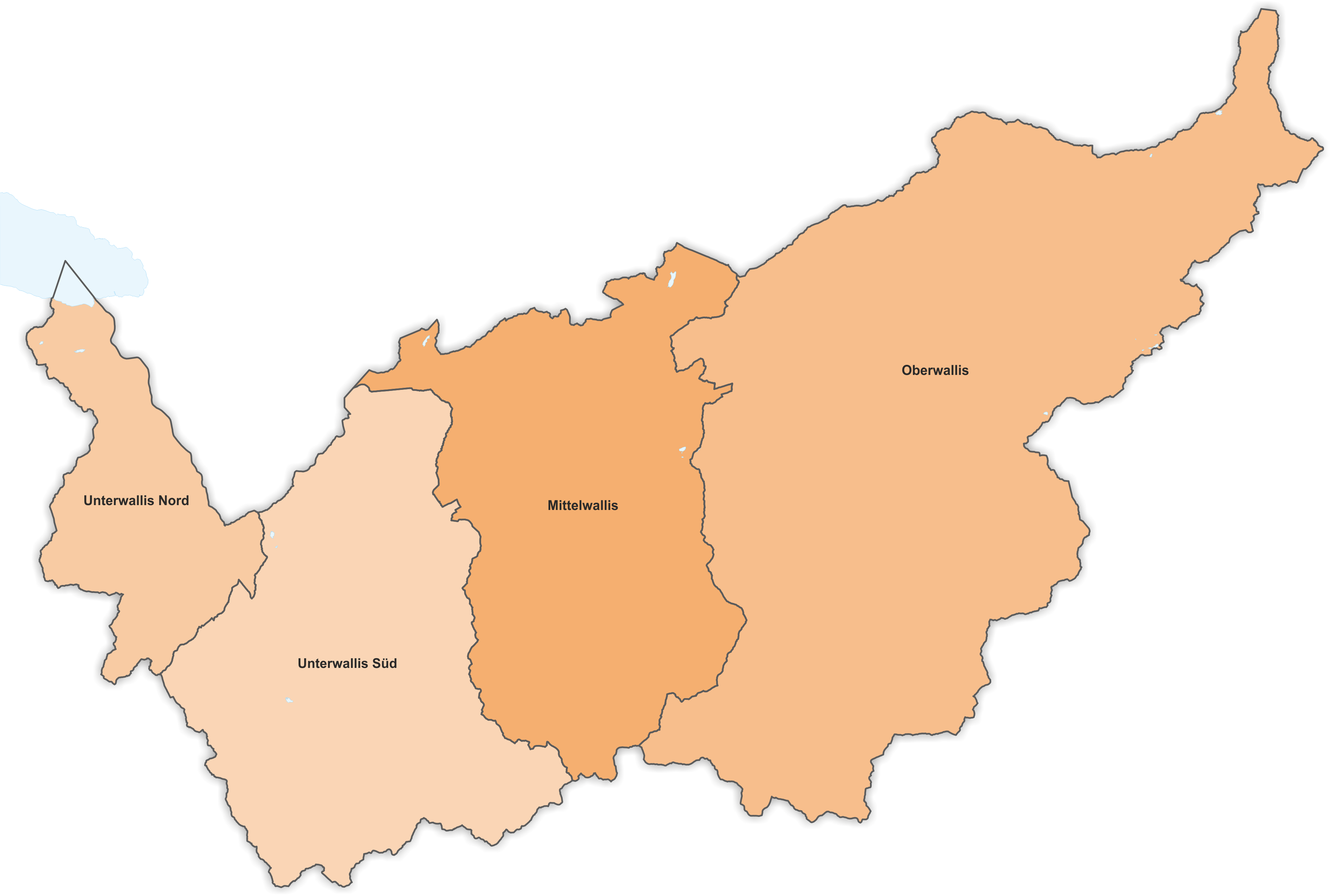
Wahlkreise Kanton Wallis 1848

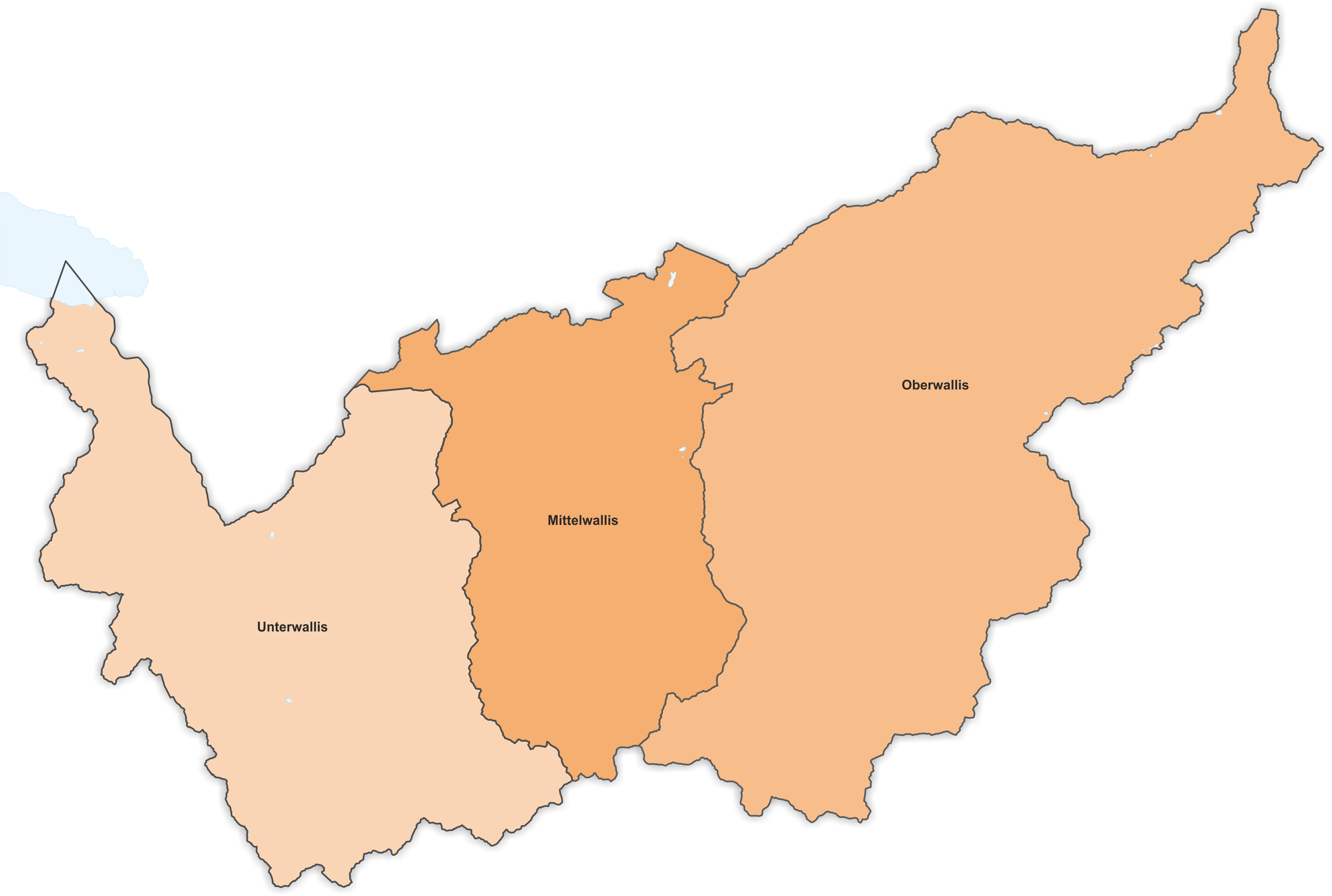
Wahlkreise Kanton Wallis 1851–1863

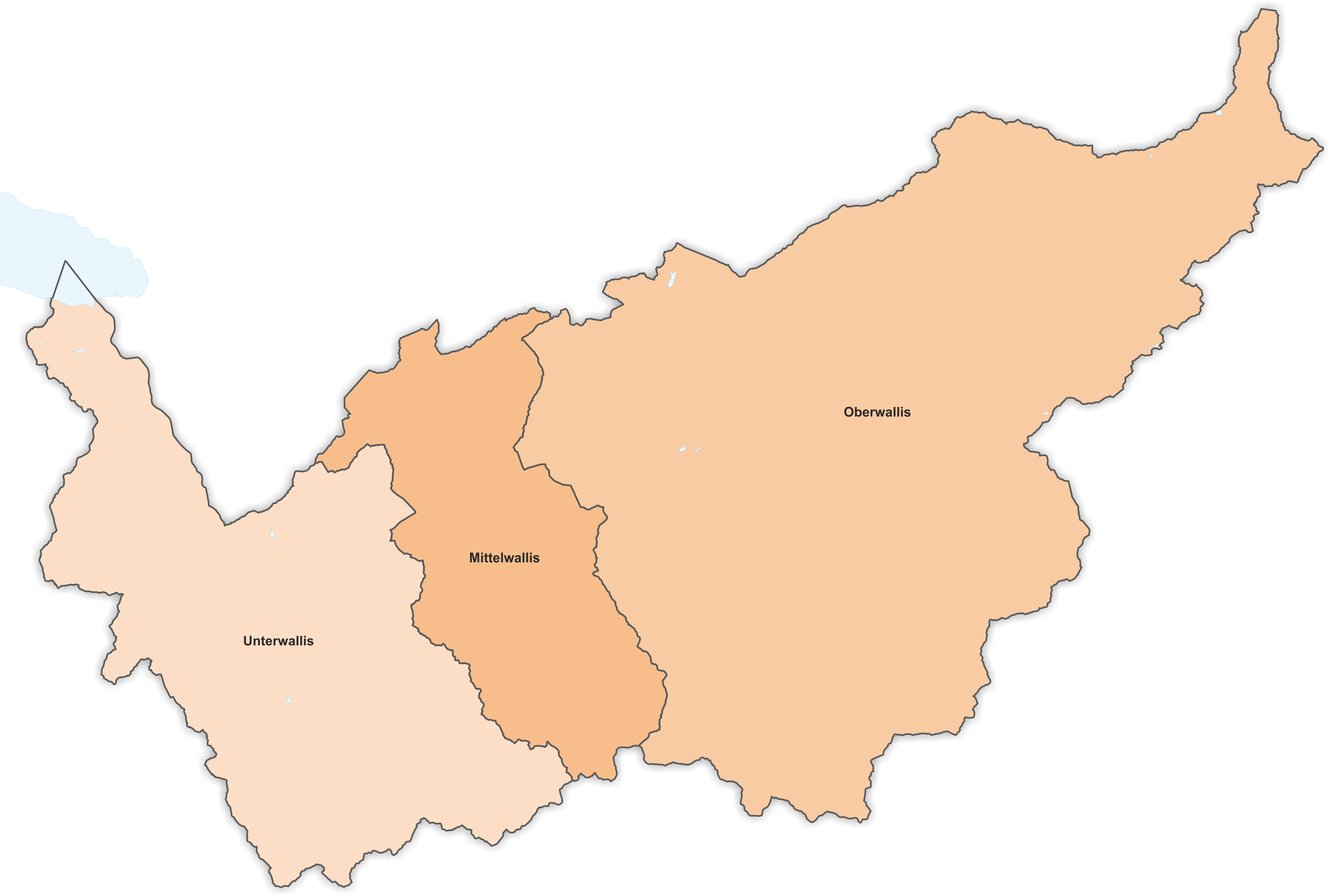
Wahlkreise Kanton Wallis 1863–1902

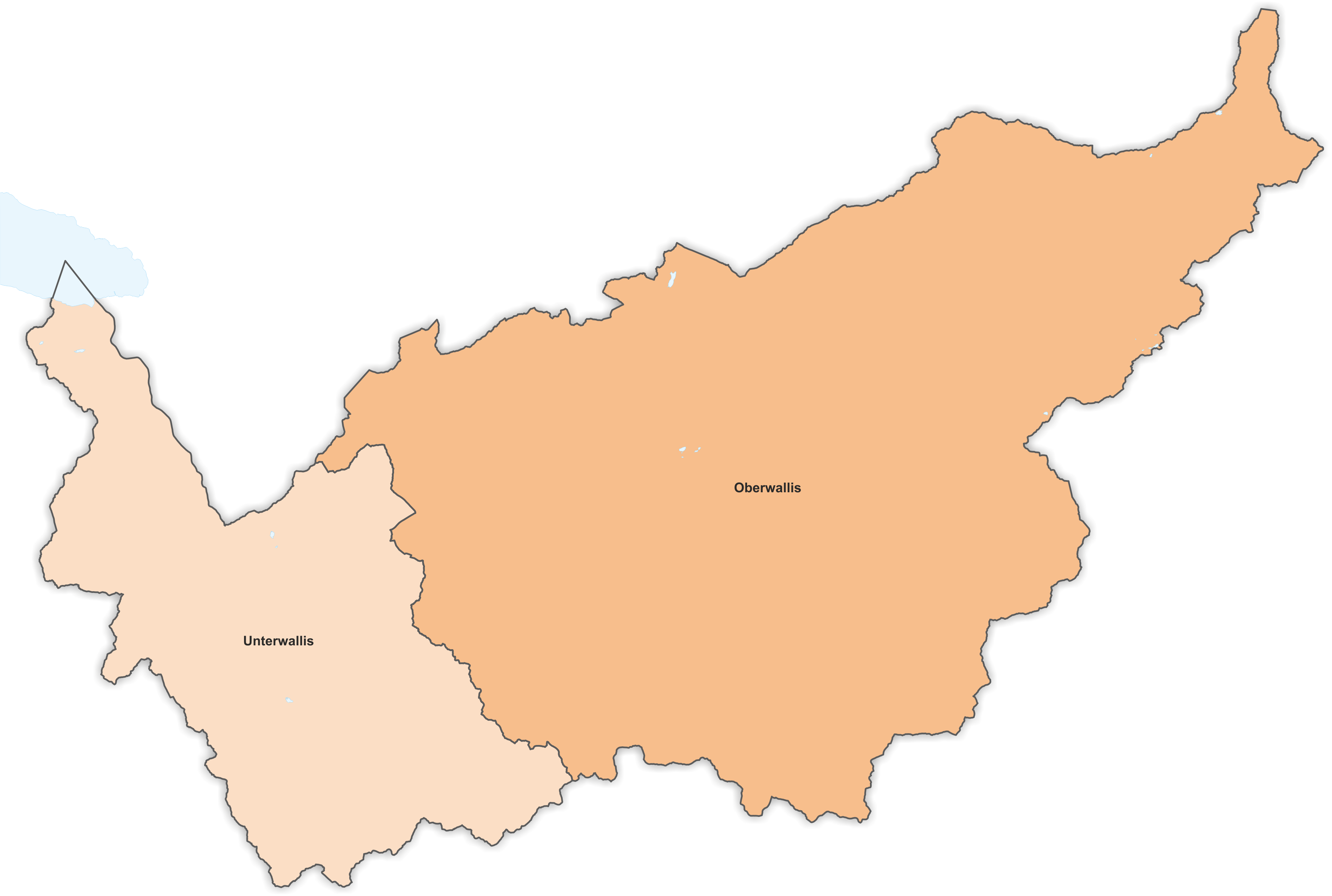
Wahlkreise Kanton Wallis 1902–1919

Das Gebiet des Wahlkreises wurde am 21. Dezember 1850 mit dem «Bundesgesetz betreffend die Wahl der Mitglieder des Nationalrathes» erstmals verbindlich festgelegt, wobei man den bereits 1848 von der Walliser Kantonsregierung geschaffenen Wahlkreis I unverändert übernahm. Der Wahlkreis Oberwallis umfasste:
- den Bezirk Brig
- den Bezirk Goms
- den Bezirk Leuk (ohne die Gemeinden Inden, Leuk, Leukerbad, Salgesch und Varen)
- den Bezirk Östlich Raron
- den Bezirk Westlich Raron
- den Bezirk Visp

Zu einer Vergrösserung des Gebiets kam es mit dem «Nachtragsgesetz betreffend die Wahlen in den Nationalrath» vom 23. Juli 1863. Dabei gelangten die übrigen Gemeinden des Bezirks Leuk sowie der Bezirk Siders, die zuvor zum Wahlkreis Mittelwallis gehört hatten, zum Wahlkreis Oberwallis. Dieser umfasste nun:
- den Bezirk Brig
- den Bezirk Goms
- den Bezirk Leuk
- den Bezirk Östlich Raron
- den Bezirk Siders
- den Bezirk Westlich Raron
- den Bezirk Visp

Das «Bundesgesetz betreffend die Nationalratswahlkreise» vom 4. Juni 1902 hatte die Auflösung des Wahlkreises Mittelwallis und dessen Zusammenlegung mit Oberwallis zur Folge. Der Wahlkreis Oberwallis umfasst somit:
- den Bezirk Brig
- im Bezirk Conthey die Gemeinden Conthey, Nendaz und Vétroz
- den Bezirk Goms
- den Bezirk Hérens
- den Bezirk Leuk
- den Bezirk Östlich Raron
- den Bezirk Siders
- den Bezirk Sitten
- den Bezirk Westlich Raron
- den Bezirk Visp

1919 wurden die zwei Walliser Wahlkreise zum heute noch bestehenden Nationalratswahlkreis Wallis zusammengelegt, in welchem das Proporzwahlrecht gilt.

## Nationalräte
- G = Gesamterneuerungswahl
- E = Ersatzwahl bei Vakanzen

| Datum                            | Wahl | Gewählte | Gewählte                                                                  | Partei |  |  |
| -------------------------------- | ---- | -------- | ------------------------------------------------------------------------- | ------ |  |  |
| 15.10.1848                       | G    |          | Joseph Anton Clemenz                                                      | KK     |  |  |
|                                  |      |          |                                                                           |        |  |  |
| 26.10.1851 16.11.1851            | G    |          | Alexis Allet                                                              | KK     |  |  |
|                                  |      |          |                                                                           |        |  |  |
| 29.10.1854                       | G    |          | Alexis Allet                                                              | KK     |  |  |
|                                  |      |          |                                                                           |        |  |  |
| 25.10.1857                       | G    |          | Alexis Allet                                                              | KK     |  |  |
|                                  |      |          |                                                                           |        |  |  |
| 28.10.1860                       | G    |          | Alexis Allet                                                              | KK     |  |  |
|                                  |      |          |                                                                           |        |  |  |
| 25.10.1863                       | G    |          | Alexis Allet, Adrien de Courten                                           | KK     |  |  |
|                                  |      |          |                                                                           |        |  |  |
| 28.10.1866 18.11.1866 23.12.1866 | G    |          | Alexis Allet, Hans Anton von Roten                                        | KK     |  |  |
|                                  |      |          |                                                                           |        |  |  |
| 31.10.1869                       | G    |          | Alexis Allet, Hans Anton von Roten                                        | KK     |  |  |
|                                  |      |          |                                                                           |        |  |  |
| 27.10.1872                       | G    |          | Hans Anton von Roten, Ignaz Zenruffinen                                   | KK     |  |  |
|                                  |      |          |                                                                           |        |  |  |
| 31.10.1875                       | G    |          | Victor de Chastonay, Hans Anton von Roten                                 | KK     |  |  |
|                                  |      |          |                                                                           |        |  |  |
| 27.10.1878                       | G    |          | Victor de Chastonay, Hans Anton von Roten                                 | KK     |  |  |
|                                  |      |          |                                                                           |        |  |  |
| 30.10.1881                       | G    |          | Victor de Chastonay, Hans Anton von Roten                                 | KK     |  |  |
|                                  |      |          |                                                                           |        |  |  |
| 26.10.1884                       | G    |          | Victor de Chastonay, Hans Anton von Roten                                 | KK     |  |  |
|                                  |      |          |                                                                           |        |  |  |
| 30.10.1887                       | G    |          | Victor de Chastonay, Hans Anton von Roten                                 | KK     |  |  |
|                                  |      |          |                                                                           |        |  |  |
| 26.10.1890                       | G    |          | Victor de Chastonay, Hans Anton von Roten                                 | KK     |  |  |
|                                  |      |          |                                                                           |        |  |  |
| 11.12.1892                       | E    |          | Alfred Perrig                                                             | KK     |  |  |
|                                  |      |          |                                                                           |        |  |  |
| 29.10.1893                       | G    |          | Alfred Perrig, Hans Anton von Roten                                       | KK     |  |  |
|                                  |      |          |                                                                           |        |  |  |
| 17.02.1895                       | E    |          | Gustav Loretan                                                            | KK     |  |  |
| 17.02.1895                       | E    |          |                                                                           |        |  |  |
| 25.10.1896                       | G    |          | Gustav Loretan, Alfred Perrig                                             | KK     |  |  |
|                                  |      |          |                                                                           |        |  |  |
| 29.10.1899                       | G    |          | Gustav Loretan, Alfred Perrig                                             | KK     |  |  |
|                                  |      |          |                                                                           |        |  |  |
| 26.10.1902                       | G    |          | Raymond Evéquoz, Joseph Kuntschen sr., Gustav Loretan, Alfred Perrig      | KK     |  |  |
|                                  |      |          |                                                                           |        |  |  |
| 07.02.1904                       | E    |          | Heinrich von Roten                                                        | KK     |  |  |
| 07.02.1904                       | E    |          |                                                                           |        |  |  |
| 29.10.1905                       | G    |          | Raymond Evéquoz, Joseph Kuntschen sr., Gustav Loretan, Alexander Seiler   | KK     |  |  |
|                                  |      |          |                                                                           |        |  |  |
| 25.10.1908                       | G    |          | Charles de Preux, Raymond Evéquoz, Joseph Kuntschen sr., Alexander Seiler | KK     |  |  |
|                                  |      |          |                                                                           |        |  |  |
| 29.10.1911                       | G    |          | Charles de Preux, Raymond Evéquoz, Joseph Kuntschen sr., Alexander Seiler | KK     |  |  |
|                                  |      |          |                                                                           |        |  |  |
| 25.10.1914                       | G    |          | Charles de Preux, Raymond Evéquoz, Joseph Kuntschen sr., Alexander Seiler | KVP    |  |  |
|                                  |      |          |                                                                           |        |  |  |
| 28.10.1917                       | G    |          | Raymond Evéquoz, Joseph Kuntschen sr., Victor Petrig, Alexander Seiler    | KVP    |  |  |

## Quelle
- Erich Gruner: Die Wahlen in den Schweizerischen Nationalrat 1848–1919. Band 3. Francke Verlag, Bern 1978, ISBN 3-7720-1445-3.